# 玉椿憲太郎
玉椿憲太郎（日语：／，1883年11月10日—1929年9月19日），原名森野健次郎，日本富山縣中新川郡下条郷上砂子坂村（現富山市）出身的前大相撲力士。他身高159cm、90kg。所屬的相撲部屋是雷部屋。最高位置是東關脇。
他是大相撲歷史上最矮的選手，被橫綱常陸山谷右衛門稱為螨，但他以速度和技術補救。
引退後他作為年寄白玉，1928年（昭和3年）9月19日因心臓病惡化病死享年44歳。

## 外部連結
- Tournament results （页面存档备份，存于）